# 海蘭鎮區 (北達科他州卡斯縣)
海蘭鎮區（英語：Highland Township）是位於美國北達科他州卡斯縣的一個鎮區。

## 地方資料
海蘭鎮區的面積為93.07平方千米，當中陸地面積為92.57平方千米，而水域面積為0.50平方千米。根據2020年美國人口普查的數據，當地共有人口93人，而人口密度為每平方千米1人。